# Feed the Beast (Bonded by Blood)
Feed the Beast è il primo album della band thrash metal Bonded by Blood uscito nel 2008.
L'album è stato inserito al 50º posto nella top 50 album thrash metal di Loudwire.

## Tracce
1. Immortal Life – 2:55
2. Feed the Beast – 4:52
3. Psychotic Pulse – 4:28
4. Necropsy – 3:18
5. Mind Pollution – 3:26
6. Another Disease – 3:23
7. The Evil Within – 4:48
8. Tormenting Voices – 2:50
9. Civil Servant – 3:48
10. Self-Immolation – 3:26
11. Vengeance – 3:25
12. Teenage Mutant Ninja Turtles – 1:13

## Formazione
- Jose Barrales - voce
- Alex Lee - chitarra
- Juan Juarez - chitarra
- Ruben Dominguez - basso
- Carlos Regalado - batteria